# Hartberg (huyện)
Bezirk Hartberg là một huyện của bang Styria ở Áo.

## Các đô thị
Các thị xã (Städte) bằng chữ đậm; các phố thị (Marktgemeinden) bằng chữ xiên, các khu ngoại ô, làng và các đơn vị khác của một đô thị được hiển thị bằngchữ nhỏ.
- Bad Waltersdorf
  - Hohenbrugg, Leitersdorf, Lichtenwald, Wagerberg
- Blaindorf
  - Hofing, Illensdorf
- Buch-Geiseldorf
  - Geiseldorf, Oberbuch, Unterbuch, Unterdombach
- Dechantskirchen
  - Bergen, Burgfeld, Hohenau am Wechsel, Kroisbach, Stögersbach
- Dienersdorf
- Ebersdorf
  - Nörning, Wagenbach
- Eichberg
- Friedberg
  - Friedberg, Ehrenschachen, Maierhöfen, Oberwaldbauern, Ortgraben, Schwaighof, Stögersbach
- Grafendorf bei Hartberg
  - Erdwegen, Kleinlungitz, Lechen, Obersafen, Reibersdorf, Seibersdorf am Hammerwald, Untersafen
- Greinbach
  - Penzendorf, Staudach, Wolfgrub
- Großhart
  - Neusiedl
- Hartberg
  - Eggendorf, Habersdorf, Ring, Safenau
- Hartberg Umgebung
  - Flattendorf, Löffelbach, Mitterdombach, Schildbach, Siebenbrunn, Wenireith
- Hartl
- Hofkirchen bei Hartberg
- Kaibing
- Kaindorf
  - Kopfing bei Kaindorf, Kleinschlag, Lebing, Schnellerviertel
- Lafnitz
  - Oberlungitz, Wagendorf
- Limbach bei Neudau
  - Oberlimbach, Unterlimbach
- Mönichwald
  - Karnerviertel, Schmiedviertel
- Neudau
- Pinggau
  - Baumgarten, Dirnegg, Haideggendorf, Koglreith, Rosenbichl, Pichlhöf, Schaueregg, Sinnersdorf, Sparberegg, Steirisch-Tauchen, Tanzegg, Wiesenhöf
- Pöllau
- Pöllauberg
  - Oberneuberg, Unterneuberg, Zeil bei Pöllau
- Puchegg
- Rabenwald
- Riegersberg
  - Reinberg, Riegersbach
- Rohr bei Hartberg
  - Oberrohr, Unterrohr
- Rohrbach an der Lafnitz
- Saifen-Boden
  - Obersaifen, Winkl-Boden
- Sankt Jakob im Walde
  - Filzmoos, Kaltenegg, Kirchenviertel, Steinhöf
- Sankt Johann bei Herberstein
- Sankt Johann in der Haide
  - Schölbing, Unterlungitz
- Sankt Lorenzen am Wechsel
  - Auerbach, Festenburg, Köppel, Kronegg, Riegl
- Sankt Magdalena am Lemberg
  - Hopfau, Längenbach, Lemberg, Mitterndorf, Weinberg
- Schachen bei Vorau
- Schäffern
  - Anger, Elsenau, Elsenau Sparberegg, Götzendorf, Guggendorf, Haberl, Knolln, Spital
- Schlag bei Thalberg
  - Limbach, Rohrbachschlag
- Schönegg bei Pöllau
  - Hinteregg, Schönau, Winzendorf
- Sebersdorf
  - Geier, Neustift bei Sebersdorf, Rohrbach bei Waltersdorf
- Siegersdorf bei Herberstein
- Sonnhofen
  - Köppelreith, Prätis
- Stambach
  - Pongratzen, Zeilerviertel
- Stubenberg
  - Buchberg bei Herberstein, Freienberg, Stubenberg am See, Vockenberg, Zeil bei Stubenberg
- Tiefenbach bei Kaindorf
  - Obertiefenbach, Untertiefenbach
- Vorau
- Vornholz
- Waldbach
  - Arzberg, Breitenbrunn, Rieglerviertel, Schrimpf
- Wenigzell
  - Kandlbauer, Pittermannviertl, Sichart, Sommersgut
- Wörth an der Lafnitz

| sửa | Thành phố và huyện (Bezirke) của Steiermark | Flag of Austria |
| \| \| Graz Bruck-Mürzzuschlag \\| Deutschlandsberg \\| Graz-Umgebung \\| Hartberg-Fürstenfeld \\| Leibnitz \\| Leoben \\| Liezen \\| Murau \\| Murtal \\| Südoststeiermark \\| Voitsberg \\| Weiz \| | |                 |
| Styria map | Graz Bruck-Mürzzuschlag \| Deutschlandsberg \| Graz-Umgebung \| Hartberg-Fürstenfeld \| Leibnitz \| Leoben \| Liezen \| Murau \| Murtal \| Südoststeiermark \| Voitsberg \| Weiz |                 |